# Friday After Next
Friday After Next är en amerikansk film från 2002 i regi av Ice Cube med honom själv i huvudrollen. Filmen är den hittills sista i Ice Cubes filmserie med Craig i huvudrollen. Föregångarna heter Friday (1995) och Next Friday (2000).

## Handling
Craig och Day-Day har äntligen flyttat ifrån deras föräldrars hus och skaffat en egen lya. När de får inbrott på julafton så planerar de att finna den skyldige.

## Rollista
| Ice Cube            | – Craig       |
| Mike Epps           | – Day-Day     |
| John Witherspoon    | – Mr. Jones   |
| Don 'D.C.' Curry    | – Uncle Elroy |
| Anna Maria Horsford | – Mrs. Jones  |
| Clifton Powell      | – Pinky       |
| K.D. Aubert         | – Donna       |
| Bebe Drake          | – Mrs. Pearly |
| Katt Williams       | – Money Mike  |
| Rickey Smiley       | – Santa Claus |
| Terry Crews         | – Damon       |
| Maz Jobrani         | – Moly        |
| Reggie Gaskins      | – Officer Dix |